# 夏利马尔 (佛罗里达州)
夏利马尔（英語：Shalimar），是美国佛罗里达州奧卡魯沙縣下属的一座城市。建立于1947年。面积约为0.8平方公里（约合0.3平方英里）。根据2010年美国人口普查，该市有人口723人。论人口在本州排行第348。